# Марко Антоніо
Марко Антоніо (порт. Marco Antônio; нар. 6 лютого 1951, Сантус) — колишній бразильський футболіст, що грав на позиції захисника. Ключовий захисник збірної Бразилії 1970-х років, у складі якої став чемпіоном світу 1970 року та півфіналістом чемпіонату світу 1974 року. Найкращі свої сезони провів у «Флуміненсе» та «Васко да Гама».

## Клубна кар'єра
У дорослому футболі дебютував 1968 року виступами за команду клубу «Португеза Деспортос», в якій провів один сезон.
Своєю грою за цю команду привернув увагу представників тренерського штабу клубу «Флуміненсе», до складу якого приєднався 1969 року. Відіграв за команду з Ріо-де-Жанейро наступні сім сезонів своєї ігрової кар'єри, вигравши чотири чемпіонату Ріо-де-Жанейро, два кубка Гуанабара, кубок Роберто Педрози. У чемпіонаті Бразилії Марко Антоніо провів за «Флу» 89 матчів і забив 9 голів.
1976 року уклав контракт з клубом «Васко да Гама», у складі якого провів наступні чотири роки своєї кар'єри гравця. У цій команді Антоніо 1977 року виграв свій останній чемпіонат Ріо. За «Васко» Марко провів у першості країни 71 матч і забив 2 голи.
Протягом 1981–1983 років захищав кольори клубу «Бангу».
Завершив професійну ігрову кар'єру у клубі «Ботафогу», за який виступав протягом 1983—1984 років.

## Виступи за збірну
4 березня 1970 року дебютував в офіційних матчах у складі національної збірної Бразилії в грі проти збірної Аргентини (0:2). Влітку того ж року в складі збірної був учасником чемпіонату світу 1970 року у Мексиці, здобувши того року титул чемпіона світу, проте на поле вийшов лише в двох матчах.
Через два роки був основним захисником збірної на Кубку незалежності Бразилії, де зіграв в тому числі і в переможному фінальному матчі Португалії (1:0).
Ще через два роки буз заявлений на чемпіонат світу 1974 року у ФРН, де зайняв з командою 4 місце.
1976 року у складі збірної Марко виграв регіональні турніри кубка Рока, Кубок Атлантики і Кубок Ріо-Бранко.
Останнім великим турніром для Антоніо ставрозіграш Кубка Америки 1979 року у різних країнах, на якому команда здобула бронзові нагороди. Того ж року Марко завершив виступи за збірні.
Протягом кар'єри у національній команді, яка тривала 10 років, провів у формі головної команди країни 39 матчів.

## Титули і досягнення

### Командні
- Чемпіон штату Ріо-де-Жанейро: 1969, 1971, 1973, 1975, 1977
- Володар кубка Гуанабара: 1969, 1971
- Чемпіон Бразилії: 1970
- Володар срібного кубка Бразилії: 1970
- Чемпіон світу: 1970
- Володар кубка Рока: 1971, 1976
- Володар кубка незалежності Бразилії: 1972
- Володар кубка Ріо-Бранко: 1976
- Володар кубка Атлантики: 1976

### Особисті
- Володар Срібного м'яча Бразилії: 1975, 1976